# Cobitis megaspila
Cobitis megaspila är en fiskart som beskrevs av Nalbant, 1993. Cobitis megaspila ingår i släktet Cobitis och familjen nissögefiskar. Inga underarter finns listade i Catalogue of Life.